# ضدتروریسم

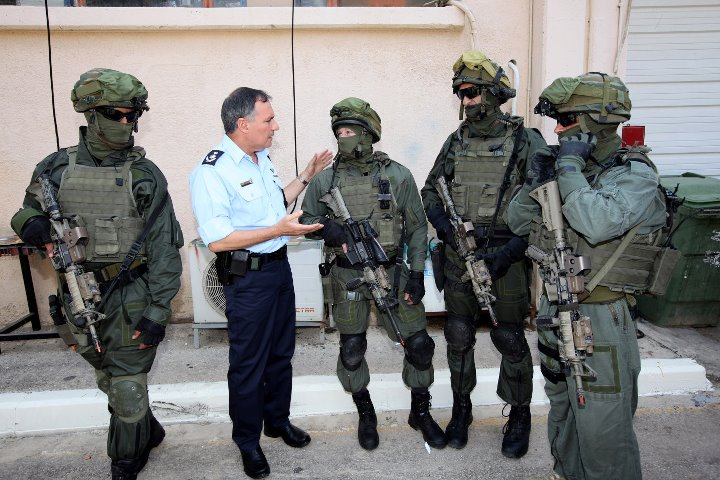
یمام، نیروهای واحد ضد تروریست

ضدتروریسم (به انگلیسی: Counter-terrorism) شامل تمرین، تاکتیک، تکنیک و استراتژی است که دولت‌ها، ارتش‌ها و نیروهای پلیس و برخی سازمان‌ها برای حمله به افراد و گروه‌هایی که عمل تروریستی (عملی که باعث تهدید و وحشت و کشتار می‌شود) انجام می‌دهند.